# Леаума, Кава
Кава Леаума (англ. Kawa Leauma; 17 декабря 1989 — 21 декабря 2021) — испанский регбист новозеландского и самоанского происхождения, выступавший на позициях лока, фланкера и восьмого.

## Биография
Уроженец Окленда. Выступал за разные команды Окленда, в том числе за клубы «Отахуху», «Папатоэтоэ», «Маунт-Веллингтон» и «Манукау Роверс», а также играл за сборную Окленда по регби-7, за австралийские «Сидней Рэйз» и «Уэст-Харбор» в чемпионате Сиднея, прежде чем в 2018 году переехать в Испанию и стать игроком клуба «Ордисиа» в Первом дивизионе. Всего он провёл четыре сезона в испанском клубе. Физические параметры — рост 197 см, вес 110 кг
Леаума привлекался в сборную Самоа не старше 20 лет, в октябре 2021 года одну неофициальную встречу за сборную Испании против второй сборной Италии (поражение 11:13). Официально он должен был дебютировать в сборной Испании в матче против Нидерландов в рамках чемпионата Европы по регби 2021 года, однако незадолго до игры был исключён из заявки в связи с сомнениями в том, что его натурализация прошла должным образом.
18 декабря 2021 года, после матча сборных Испании и Нидерландов (испанцы победили 52:7), Леаума отправился на встречу в Лейдене с несколькими игроками Нидерландов, с которыми прежде выступал. В какой-то момент Леаума выпал из здания, упав с высоты примерно 8 м. Он получил тяжелейшие травмы головы и был госпитализирован: в тот же день его экстренно прооперировали. Несмотря на две перенесённые операции, 21 декабря Леаума скончался. Соболезнования выразили Федерация регби Испании, многие клубы и председатель World Rugby Билл Бомонт.
Был женат.